# Надуваема оеда
Надуваемите оеди (Oeda inflata) са вид насекоми от семейство Membracidae.
Срещат се в екваториалните гори на Южна Америка.